# Hilary Duff: Live At Gibson Amphitheater
El 23 de noviembre de 2009 salió a la venta exclusivamente en iTunes el primer álbum en vivo de la cantante estadounidense Hilary Duff, el cual lleva por nombre Hilary Duff: Live At Gibson Amphitheatre. 

## Información general del álbum
Inicialmente se dijo que sería lanzado un DVD del tour; fue grabado el concierto realizado en el Gibson Amphiteather en Universal City, se dio a conocer el tracklist que tenía todas las canciones del tour y un documental. Además, llevaría también el video musical de la canción Stranger, el nuevo video musical llamado Reach Out, y se informó que sería lanzado en el mes de noviembre de 2007; pero días antes, la discográfica Hollywood Records canceló los planes y decidió no lanzar el DVD. Además de esto, se canceló la reedición del CD Dignity, que contendría remixes de las canciones anteriores y 4 nuevas (Reach Out, Holiday, Love Is a Battlefield e Imperfection). Por esta decisión, Hilary decidió finalizar el contrato con su discográfica con el lanzamiento de un CD recopilatorio, Best of Hilary Duff.
Al poco tiempo, se filtraron algunos videos que inicialmente iban a ser usados como previews para el DVD, pero eran de baja calidad, ya que no fueron bien editados. El 25 de noviembre de 2009, iTunes, junto con Live Nation, lanzó los audios oficiales del concierto en el Gibson Amphitheatre de Los Ángeles. Finalmente, el 9 de junio del 2010 salió a la venta, después de 4 años de espera, el DVD del tour, aunque sólo pudo ser adquirido en iTunes para Estados Unidos.
El Dignity Tour ha sido la mejor puesta en escena de Duff, en comparación con sus anteriores 3 giras. Según los críticos, el show es muy rápido y dinámico, con mucha energía y no se hacen faltar los agradecimientos de Duff a sus fanes. En esta gira, Duff tiene nuevas coreografías con bailarinas profesionales y bailarines de breakdance, mejores efectos especiales con un brillante juego de luces y pantallas gigantes.

## Lista de canciones
| Hilary Duff: Live At Gibson Amphitheater |                               |                                                                       |          |  |
| N.º                                      | Título                        | Escritor(es)                                                          | Duración |  |
| 1.                                       | «Play With Fire»              | Duff, DioGuardi, Lawrence, will.i.am                                  | 4:46     |  |
| 2.                                       | «Danger»                      | Duff, DioGuardi, Nobles, Mateo Camargo, Diaz                          | 4:11     |  |
| 3.                                       | «Come Clean»                  | K. DioGuardi, J. Shanks                                               | 4:05     |  |
| 4.                                       | «The Getaway»                 | SJulian Bunetta, James Michael                                        | 4:08     |  |
| 5.                                       | «Dignity»                     | Duff, DioGuardi, Chico Bennett, Richard Vission                       | 3:27     |  |
| 6.                                       | «Gypsy Woman»                 | Hilary Duff, Haylie Duff, Ryan Tedder                                 | 4:19     |  |
| 7.                                       | «Someone's Watching Over Me»  | DioGuardi, Shanks                                                     | 5:55     |  |
| 8.                                       | «Beat Of My Heart»            | Dead Executives, Hilary Duff                                          | 2:09     |  |
| 9.                                       | «Why Not»                     | C. Midnight, M. Gerrard                                               | 1:25     |  |
| 10.                                      | «So Yesterday» (Island Remix) | L. Christy, S. Spock, G Edwards, C. Midnight                          | 2:33     |  |
| 11.                                      | «With Love»                   | Duff, DioGuardi, Nobles, Diaz                                         | 4:06     |  |
| 12.                                      | «Wake Up»                     | Dead Executives, Hilary Duff                                          | 3:34     |  |
| 13.                                      | «I Wish»                      | Duff, DioGuardi, Tim Kelley, Bob Robinson                             | 3:34     |  |
| 14.                                      | «Outside Of You»              | Pink, Chantal Kreviazuk, Raine Maida                                  | 6:37     |  |
| 15.                                      | «Fly»                         | DioGuardi, Shanks                                                     | 3:45     |  |
| 16.                                      | «Happy»                       | Duff, DioGuardi, Mitch Allan, Rhett Lawrence                          | 3:38     |  |
| 17.                                      | «Dreamer»                     | Duff, DioGuardi, Farid Nassar                                         | 3:13     |  |
| 18.                                      | «Backup Intros and Band Jam»  |                                                                       | 3:06     |  |
| 19.                                      | «Reach Out»                   | Martin L. Gore, + (Ryan Tedder, Evan Bogart, Mika Guillory)           | 4:32     |  |
| 20.                                      | «Stranger»                    | Hilary Duff, Kara DioGuardi, Vada Nobles, Derrick Haruin, Julius Diaz | 5:42     |  |
| 75:25                                    |                               |                                                                       |          |  |

## Curiosidades
- El contrato de Duff con Hollywood Records se terminó un año antes de la liberación del álbum.
- Este CD contiene las canciones cantadas durante su Dignity Tour, a excepción de Our Lips Are Sealed, Love is a Battlefield y Never Stop, debido a los derechos de copyright, ya que las primeras son covers de The Go-Go's y Pat Benatar respectivamente y la tercera contiene un sample de la canción "Major Tom" de Pete Schilling.
- El 15 de agosto de 2007, el concierto en el Gibson Ampitheather fue grabado para ser lanzado en DVD físico, pero los proyectos para esto fueron aplazados por Duff y Hollywood Records. Hasta que la antigua discográfica a mediados de junio en el año 2009 decidió ponerlo a la venta en iTunes y recompensar así, los muchos años de espera de todos los fanes.
- La canción "So Yesterday" se ´cantó en una versión remix (Island Remix), la cual contiene porciones de la canción Everything's Gonna Be Allright de Bob Marley.

Adquirir Dignity Tour (Live At Gibson Amphitheatre) 
- Datos: Q2401319